# La Chouette (série télévisée)
La Chouette est une série télévisée d'animation 3D française de 52 épisodes d'1 minute, auxquels s'ajoutent 4 épisodes spéciaux intitulés La Chouette : ça va être sa fête de 7 minutes. Elle fut créée et réalisée par Alexandre So, produite par Studio Hari et diffusée à partir du 30 mai 2007 sur France 3 et rediffusée sur Canal J. Une série dérivée intitulé La Chouette et Cie est diffusé depuis le 24 février 2014 sur France 3.

## Synopsis
Une petite chouette rose vit dans une forêt d'animaux malicieux, d'objets flottants et de pommes explosives. Elle se voit constamment mise dans des situations compliquées, souvent par sa propre faute, à cause de son attitude négative et antisociale, qui finissent très mal pour elle.

## Personnages
- La Chouette

La Chouette ronchonne et solitaire ne souhaite qu'une chose : qu'on la laisse en paix. Mais elle est sans cesse dérangée par les autres habitants de la forêt, dont elle s'empresse de se débarrasser. C'est à cause de ce comportement qu'il lui arrive invariablement de très gros soucis.
- Les Piafs

Les jeunes piafs ne peuvent s'empêcher de jouer avec tout ce qui est à leur portée, incluant bien sûr la Chouette.
- Le Pigeon

Ce pigeon borné se prend pour une pièce de Tetris et devient dangereux s'il complète effectivement une ligne horizontale composée d'autres pigeons.
- Maître Corbeau

En référence à la fameuse fable de La Fontaine, le Maître Corbeau ne se sépare pas de son fromage, qui émet des effluves toxiques.
- La Pie

La Pie est obsédée par tout ce qui brille et collectionne tout objet brillant dans son nid. Mais ceux-ci émettent des reflets du soleil qui gênent la Chouette.
- Le Rouge-gorge

Le Rouge-gorge a les mêmes aspirations que la Chouette et fait preuve d'imagination tordue et de mauvaise foi. Lui et la Chouette génèrent donc des disputes sans fin et sans que personne laisse du terrain à l'autre.
- L'Araignée

L'Araignée se comporte comme une horloge, en se laissant pendre à son fil et osciller sans cesse de droite à gauche, et en reproduisant le bruit d'une horloge — ce qui agace particulièrement la Chouette.
- Le Moustique

Le Moustique est déjà désagréable pour son bruit, mais en plus il absorbe toutes les substances de ce qu'il pique.
- Le Perroquet

Le Perroquet est un fêtard qui dérange tout le monde.
- Le Paresseux

Le Paresseux ne se réveille jamais, même quand la Chouette lui marche dessus.

## Diffusion
La Chouette est diffusée dans plus de 200 pays, dont les principaux sont référencés ci-après.
| Pays            | Chaînes                           |
| --------------- | --------------------------------- |
| Afrique du Sud  | M-Net                             |
| Amérique du Sud | Jetix (2008-2009), puis Disney XD |
| Australie       | ABC                               |
| Belgique        | RTBF                              |
| Canada          | SRC ; YTV                         |
| Danemark        | DR-TV ; Jetix                     |
| Espagne         | TVE                               |
| États-Unis      | Jetix                             |
| France          | France 3 ; Canal J                |
| Inde            | Jetix                             |
| Japon           | Jetix                             |
| Mexique         | Once TV México (es)               |
| Norvège         | Jetix                             |
| Royaume-Uni     | BBC                               |
| Russie          | Jetix                             |
| Suède           | SVT ; Jetix                       |
| Ukraine         | PlusPlus                          |

## Épisodes

### Saison unique
1. Cadeau de Noël
2. L'écureuil voleur d'ampoules
3. Les petites boîtes de Noël
4. Le perroquet lourdingue
5. Le pivert
6. Feu d'artifice
7. Du vent
8. L'arbre à hélice
9. L'ascenseur
10. Les lucioles
11. Boomerang
12. Les pigeons
13. La foudre
14. La pie
15. Ball Trap
16. Bat Owl
17. Les montagnes russes
18. Breakdance
19. Le chewing gum
20. Soucoupe volante
21. Le vers collant
22. L'heure de l'araignée
23. Badminton
24. La fourmi
25. Le paresseux
26. Party
27. Nature vivante
28. Le scarabée bousier
29. Le flipper
30. Le singe musicien
31. Rapaces
32. Le caméléon
33. Pluie de pommes
34. Le moustique
35. La girafe
36. Le rêve
37. Le cerf-volant
38. Le rouge-gorge
39. La mouche
40. Jeux d'enfants
41. La grenouille Shaolin
42. Surveillance
43. Trampoline
44. Chouette de l'espace
45. Bulles
46. Les moutons
47. Maître corbeau
48. Les abeilles
49. Marionnettes
50. Course-poursuite
51. La cigogne
52. Le pneu

### Spéciaux
- Extra : Concert pour chouette et orchestre
- Extra : Noël en toc
- Extra : Kermesse en branches
- Extra : La reine carnavale

## Remarques
- Une série dérivée autour du personnage de la Chouette a été créée, La Chouette et Cie, constituée de 156 épisodes de 7 minutes. Contrairement à la série d'origine qui est muette, les personnages de La Chouette et Cie dialoguent, excepté la Chouette qui ne parle pas.
- Un jeu inspiré de La Chouette et Cie], intitulé Chouettage de plombs ! est sorti sur iTunes[4].
- Deux crossover avec la série Les As de la jungle sont effectués dans 2 épisodes spéciaux de 13 minutes intitulés Drôle d'oiseau (produit par TAT Productions et Master Films) et Opération chouettage de dragon (produit par Studio Hari). Opération chouettage de dragon est diffusé pour la première fois sur France 3 le 20 décembre 2014[5].